# Jon Semadeni
Jon Semadeni (* 30. Mai 1910 in Vnà; † 24. Februar 1981 in Samedan, Aussprache [ˌjɔn sɛ'ma:dɛni]) war ein Unterengadiner Buch- und Hörspielautor, Regisseur, Dramatiker und Schauspieler.

## Leben
Jon Semadeni kam 1910 im Dorf Vnà in der heutigen Unterengadiner Gemeinde Valsot zur Welt. Er besuchte das Lehrerseminar in Chur und liess sich an den Universitäten in Zürich, Genf und Siena  zum Sekundarlehrer und Mittelschullehrer (Literatur und Geschichte) ausbilden. Er wirkte als Lehrer in Zillis, Andeer, Scuol, an der Evangelischen Mittelschule in Samedan (1960–1975) und am Lyceum Alpinum in Zuoz (1966–1977).
1940 heiratete er Mengia Demarmels. Aus dieser Ehe gingen vier Kinder hervor, darunter seine Tochter Leta Semadeni, die ebenfalls Schriftstellerin wurde.
1941 gründete Jon Semadeni die mobile Theatergruppe La Culissa. Diese spielte im Engadin sowie in Chur, Zürich und Bern vor allem Dramen, die Jon Semadeni selber geschrieben hatte. Daneben realisierte La Culissa auch über Jahrzehnte Hörspiele im rätoromanischen Radio. Neben seiner Lehrertätigkeit und seiner Theaterarbeit schrieb Jon Semadeni Romane, Kurzgeschichten sowie Beiträge für Radio, Fernsehen und Presse.
Jon Semadeni setzte sich in vielfältiger Art für die rätoromanische Sprache ein. Er selbst schrieb im Idiom Vallader.
Jon Semadeni starb 1981 in Samedan im Oberengadin. Sein Nachlass wird vom Schweizerischen Literaturarchiv verwaltet.

## Werk

### Themen
Themen seiner Dramen sind Modernisierung, Spekulation sowie Machtmissbrauch. Neben Produktionen eigener Dramen adaptierte er viele fremde Stoffe  für die Bühne, zum Beispiel Stoffe von Molière, Gotthelf, Andersen und Tschechow. Jon Semadeni war Autor, Regisseur und Schauspieler im Rahmen der Gruppe La Culissa und gilt als Erneuerer des romanischen Theaters.
In den Prosawerken Der Bannwald und Die rote Katze stehen die Themen Vergangenheitsbewältigung, Schuld und Gewissen im Zentrum.
Nebst Dramen und Romanen verfasste Jon Semadeni Kurzgeschichten, arbeitete an Kulturfilmen und war als Schulbuchautor und Übersetzer tätig.

### Dramen (Auswahl)
- La famiglia Rubar (1941/1944)
- Chispar Rentsch (1944)
- Il pövel cumanda (1945/1946)
- La s-chürdüm dal sulai (1949/1953)
- Ün quader chi nu quadra, Komödie in drei Akten (1957/1959)
- L'uman derschader Drama in drei Akten (1964)
- Il chapè / Der Hut (1971)[4]
- Ouvras dramaticas (1980)

### Kabarett-Programme
- La Panaglia (1951)
- La travaglia dal docter Panaglia, zusammen mit Men Rauch und Cla Biert (1954)

### Prosa (Auswahl)
- La Jürada / Der Bannwald (1967)
- Il giat cotschen (1980, Die rote Katze 1998)

### Hörspiele (Auswahl)
- Hü Brün  1943
- Chara lingua da la mamma (1955)
- Battacour e battaporta (1971)
- Tarablas da la not / Nachtgeschichten (1980/1982)